# Xposed Framework
Xposed Framework es una herramienta para el sistema operativo móvil Android que sirve de soporte o portal para diversos módulos que pueden cambiar el comportamiento del sistema y sus aplicaciones sin modificar directamente estas. Los módulos pueden funcionar para diferentes versiones de las instrucciones ejecutables del sistema (ROMs). Debido a que todos los cambios tienen lugar en la memoria, pueden deshacerse desactivando el módulo y reiniciando el sistema para que regrese a su estado original, sin necesidad de reinstalar el dispositivo. El creador es conocido como rovo89, su nombre de usuario en los foros de XDA Developers, donde publicó esta herramienta.

## Instalación
Hasta la fecha, Xposed es compatible para todas las versiones de Android desde la versión de Android KitKat 4.4. Es necesario que el propietario del dispositivo Android sea  superusuario  y es recomendable realizar una copia de seguridad del teléfono.

## Módulos
Existen una gran variedad de módulos para Xposed. Entre los más utilizados se encuentran: 
- GravityBox: Permite realizar varias modificaciones al sistema, por ejemplo, a la apariencia y funciones de la barra de estado, ejecutar aplicaciones con la barra de estado oculta (modo de escritorio ampliado), menú avanzado de ahorro de energía, etc.[4]
- Tinted Status Bar: Cambia el color de la barra de estado al color predominante de cualquier aplicación abierta.[4]
- XHaloFloating Window: Permite abrir varias ventanas flotantes en el sistema Android, al estilo de la ROM «Paranoid Android».[4]
- App Settings: Permite configurar una variedad de propiedades, como forzar la orientación de pantalla, el tamaño de la pantalla, tamaño del tipo, etc.[4]
- MinMinGuard: Permite eliminar los anuncios o la publicidad en las aplicaciones instaladas. Es posible seleccionar las aplicaciones de las cuales se desea eliminar los anuncios.[4]

## Funcionamiento
Uno de los primeros procesos iniciados cuando un dispositivo Android arranca es el proceso Zygote. Este proceso es responsable de iniciar servicios adicionales y cargar bibliotecas que son utilizadas por Android Framework. Xposed Framework se engancha en Zygote reemplazando el código ejecutable app_process. Entre sus funciones están la posibilidad de cambiar los parámetros de la llamada al método, modificar el valor devuelto del método, omitir la llamada al método, así como reemplazar o agregar recursos. Esto permite efectuar modificaciones del sistema en que pueden afectar a cualquier aplicación o al propio Android Framework.